# 李上林 (順治進士)
李上林（？—1658年），山东青州府安丘县人。清朝初年政治人物。

## 生平
清顺治九年（1652年）中壬辰科进士第三甲第五十二名。顺治十四年（1657年）充丁酉科江南乡试考官。榜发，物议沸腾，爆发科场案。顺治帝下令严惩。次年处绞刑。